# Гиньяр, Кристель
Кристе́ль Гинья́р (фр. Christelle Guignard; род. 27 сентября 1962, Ле дез Альп, Франция) — французская горнолыжница, специалистка по слалому и гигантскому слалому. Представляла сборную Франции по горнолыжному спорту в 1983—1993 годах, серебряная призёрка чемпионата мира, победительница двух этапов Кубка мира, двукратная чемпионка французского национального первенства, участница трёх зимних Олимпийских игр.

## Биография
Кристель Гиньяр родилась 27 сентября 1962 года в горнолыжном курорте Ле дез Альп департамента Изер, Франция. С юных лет каталась на лыжах по местным склонам, специализировалась на техничных дисциплинах, таких как слалом и гигантский слалом.
В декабре 1983 года вошла в основной состав французской национальной сборной и дебютировала в Кубке мира, в частности на трёх этапах сумела попасть в десятку сильнейших.
Год спустя одержала победу в слаломе на этапе Кубка мира в Давосе и благодаря череде удачных выступлений удостоилась права защищать честь страны на зимних Олимпийских играх 1984 года в Сараево — в слаломе лидировала после первой попытки, но во второй попытке не финишировала и не показала никакого результата.
В 1985 году добавила в послужной список ещё одну золотую медаль Кубка мира, стала лучшей в слаломе на этапе в австрийском Бад-Клайнкирххайме. Побывала на чемпионате мира в Бормио, откуда привезла награду серебряного достоинства, выигранную в слаломе — пропустила вперёд только свою соотечественницу Перрин Пелан.
Выступала на мировом первенстве 1987 года в Кран-Монтане, но на сей раз попасть в число призёров не смогла, оказалась в слаломе на тринадцатой позиции.
Находясь среди лидеров горнолыжной команды Франции, Гиньяр благополучно прошла отбор на Олимпийские игры 1988 года в Калгари — в слаломе провалила первую же попытку, тогда как в гигантском слаломе закрыла десятку сильнейших.
На чемпионате мира 1989 года в Вейле заняла в гигантском слаломе третье призовое место, однако позже её уличили в использовании запрещённого вещества никетамида — за нарушение антидопиноговых правил спортсменку отстранили от соревнований сроком на один год, а её бронзовая медаль перешла занявшей четвёртое место югославской горнолыжнице Матея Свет.
По окончании срока дисквалификации Кристель Гиньяр вернулась в основной состав французской национальной сборной и продолжила принимать участие в крупнейших международных соревнованиях. Так, в 1991 году она стартовала на чемпионате мира в Зальбах-Хинтерглеме, где показала шестой результат в слаломе и заняла одиннадцатое место в комбинации.
В 1992 году отправилась представлять страну на домашних Олимпийских играх в Альбервиле — в слаломе по сумме двух попыток расположилась на четырнадцатой строке, в то время как в гигантском слаломе не финишировала.
Впоследствии оставалась действующей спортсменкой вплоть до 1993 года. Принимала участие в мировом первенстве в Мориоке, где в программе гигантского слалома была лишь 24-й. В течение своей спортивной карьеры Гиньяр в общей сложности три раза поднималась на пьедестал Кубка мира, в том числе два этапа выиграла. Ей так и не удалось выиграть Хрустальный глобус, в итоговом зачёте слалома она поднималась максимум до седьмой строки. Наивысшая позиция в общем зачёте всех дисциплин — 14 место. Является, помимо всего прочего, двукратной чемпионкой Франции по горнолыжному спорту.